# Гавайские тропические сухие леса
Гавайские тропические сухие леса (англ. Hawaiian tropical dry forests) — экологический регион тропических сухих широколиственных лесов, произрастающих на Гавайских островах. Они покрывают площадь 6600 км² подветренных сторон основных островов архипелага и вершины островов Ниихау и Кахоолаве. Эти леса являются либо сезонными, либо склерофильными.
Годовая сумма осадков в таких лесах, как правило, не превышает 127 см, в редких случаях может быть даже ниже 25 см; сезон дождей длится с ноября по март.

## Биоразнообразие
Доминирующими видами деревьев являются Acacia koa, Acacia koaia, Metrosideros polymorpha, Sapindus oahuensis, Diospyros sandwicensis, Nestegis sandwicensis, Эритрина гавайская, Софора золотистолистная, а также различные виды притчардии, сантала и молочая.
Эндемичными растениями гавайских тропических сухих лесов считаются деревья Кокия Кука и Mezoneuron kauaiense, а также растения из рода Gouania.
В настоящее время гавайскими тропическими сухими лесами ограничен ареал палилы, птицы из семейства вьюрковых.